# Царёво (Московская область)
Царёво (изначально Иевлево) — село в Пушкинском городском округе Московской области России, административный центр сельского поселения Царёвское. Расположено на правом берегу реки Талицы.

## История
В Царёво (около 1,5 км к северо-западу от Никольской церкви) были найдены наконечник дротика, отщеп ножевидной формы и фрагменты обработанного кремня, датируемые 3 тыс. до н. э. Наряду с артефактами со стоянки в Звягино, эта находка — самое древнее свидетельство пребывания человека на территории современного Пушкинского городского округа.
В XII—XIV веке здесь располагалось так называемое Царёвское городище. По мнению Р. Л. Розенфельдта, городище в XIV—XVI веках являлось административным центром волости Воря (впоследствии стана Воря и Корзенев) Московского княжества. Эта волость впервые упоминается в духовной грамоте Ивана Калиты (1336 год). После смерти князя волость, вместе с Радонежем, входила в удел его жены (княгини Ульяны), а после его раздела, в 1370-х годах, перешла к князю Дмитрию. С 1399—1402 по 1428 год территория принадлежала сыну Дмитрия Донского Петру, а затем являлась предметом спора галицких князей и Василия Темного.
Несмотря на многовековую историю, первое письменное название села Иевлево появляется только в 1503/1504 годах (в разъезжей грамоте троицких старцев). В этом документе упоминается и владелец села Тимофей Иванович Царёв, по фамилии которого это поселение впоследствии получит свое новое название — Царёво. В волости Воря и Корзенев Царёвы владели также соседними Останково, Языково и Фомкино. Во времена Ивана Грозного здесь проходила дорога на Александровскую слободу с переправой через реку Талицу. В 1575 году село переходит уже от Ивана Макаровича Царёва во владение дьяка Елизария Даниловича Вылузгина. В то время в селе уже стояла деревянная церковь Николы Чудотворца с приделами св. Пятницы и мученика Елизария. По преданию, именно в этом селе в 1564 году скончался и был похоронен полуторагодовалый сын Ивана Грозного и Марии Темрюковны Василий. Однако письменных доказательств этому нет.
В 1620-х годах село, называвшееся тогда Иелево, числилось за И. П. Шереметевым. В последней четверти XVII века здесь был двор Н. И. Шереметева, потом Ф. А. Голицына. В середине XVIII века усадьбой владел П. Н. Щербатов, затем помещица А. И. Дурасова и её наследники, при Николае Алексеевиче в селе в 1812—1815  годах архитектором Еготовым была возведена каменная в псевдоготическом стиле Церковь Николая Чудотворца (Никольская церковь) с двумя приделами — Илии Пророка и Агриппины мученицы. В середине XIX века в селе была усадьба А. Ф. Закревской, в 1911 году — В. И. Смирнова.
В 1994—2006 годах Царёво — центр Царёвского сельского округа.

## Население
| 1859 | 1890 | 1899 | 1926 | 2002 | 2006 | 2010 |
| ---- | ---- | ---- | ---- | ---- | ---- | ---- |
| 246  | ↗349 | ↗411 | ↘366 | ↗556 | ↗563 | ↗588 |